# Ernährungspolitik
Die Ernährungspolitik ist ein Politikfeld, das Ernährungsstrategien und Ernährungsprogramme erarbeitet und realisiert. Zu den Aufgaben der Ernährungspolitik gehören alle Maßnahmen und Vorgänge der Nahrungsmittelproduktion: Gewinnung der Lebensmittelrohstoffe, Beobachtung und Gestaltung der Produktion, Verarbeitung, Distribution und Verbrauch von Lebensmitteln sowie die Förderung einer gesunden Ernährung.
Die Ernährungspolitik ist ein Teil der Verbraucherpolitik und hat zum Ziel, ein volkswirtschaftlich effizientes Zusammenwirken aller Akteure in der Nahrungsmittelproduktion und Distribution sowie in der Ernährungspolitik zu erreichen.

## Ernährungspolitik in Deutschland
In der Bundesrepublik Deutschland ist auf der obersten politischen Ebene das Bundesministerium für Ernährung und Landwirtschaft in der Bundesregierung federführend für Ernährungspolitik zuständig.
Auf der lokalen Ebene gibt es in Deutschland in einigen Städten und Regionen Ernährungsräte, die Foren zur Gestaltung der Ernährungspolitik durch die Zivilgesellschaft darstellen.